# Asphondylia occidentalis
Asphondylia occidentalis är en tvåvingeart som beskrevs av Peter Kolesik 2010. Asphondylia occidentalis ingår i släktet Asphondylia och familjen gallmyggor. Inga underarter finns listade i Catalogue of Life.